# 榆林镇 (兰西县)
榆林镇，是中华人民共和国黑龙江省绥化市兰西县下辖的一个乡镇级行政单位。

## 行政区划
榆林镇下辖以下地区：
林升村、林强锡伯族满族自治村、林岗村、林荣村、林森村、林城村、林旺村和林安村。